# Kvalifikacija za Millstreet
Kvalifikacija za Millstreet je bil kvalifikacijski predizbor 7-ih držav Vzhodne Evrope za Pesem Evrovizije 1993, ki do tedaj še nikoli niso nastopale na tem tekmovanju. Prve tri države so se uvrstile na finalno prireditev Pesem Evrovizije 1993, ki je potekala v Millstreetu na Irskem. 
Kvalifikacija za Millstreet je potekala 3. aprila 1993 v Ljubljani. Prva tri mesta so zasedle Slovenija, Bosna in Hercegovina in Hrvaška.

## Izid
| #  | Država               | Izvajalec       | Pesem                         | Uvrstitev | Točke |
| -- | -------------------- | --------------- | ----------------------------- | --------- | ----- |
| 1. | Bosna in Hercegovina | Fazla           | »Sva bol svijeta«             | 2.        | 52    |
| 2. | Hrvaška              | Put             | »Don't Ever Cry«              | 3.        | 51    |
| 3. | Estonija             | Janika Sillamaa | »Muretut meelt ja südametuld« | 5.        | 47    |
| 4. | Madžarska            | Andrea Szulák   | »Árva reggel«                 | 6.        | 44    |
| 5. | Romunija             | Dida Dragan     | »Nu pleca«                    | 7.        | 38    |
| 6. | Slovenija            | 1xBand          | »Tih deževen dan«             | 1.        | 54    |
| 7. | Slovaška             | Elán            | »Amnestia na neveru«          | 4.        | 50    |

Tako so se Slovenija, BiH in Hrvaška uvrstile na Pesem Evrovizije in postale prve države bivše Jugoslavije, ki so nastopile na Evroviziji. 

## Glasovanje
Žirija vsake države je predstavnike drugih držav ocenila s točkami 5, 6, 7, 8, 10 in 12.
|             |                      | Glasovi žirije | Glasovi žirije | Glasovi žirije | Glasovi žirije | Glasovi žirije | Glasovi žirije | Glasovi žirije | Glasovi žirije |
| Skupaj točk | BiH                  | Hrvaška        | Estonija       | Madžarska      | Romunija       | Slovenija      | Slovaška       |                |                |
| ----------- | -------------------- | -------------- | -------------- | -------------- | -------------- | -------------- | -------------- | -------------- | -------------- |
| Udeleženci  | Bosna in Hercegovina | 52             |                | 5              | 8              | 10             | 10             | 7              | 12             |
| Udeleženci  | Hrvaška              | 51             | 10             |                | 6              | 12             | 7              | 8              | 8              |
| Udeleženci  | Estonija             | 47             | 6              | 8              |                | 8              | 6              | 12             | 7              |
| Udeleženci  | Madžarska            | 44             | 7              | 6              | 12             |                | 8              | 6              | 5              |
| Udeleženci  | Romunija             | 38             | 5              | 12             | 5              | 5              |                | 5              | 6              |
| Udeleženci  | Slovenija            | 54             | 8              | 7              | 10             | 7              | 12             |                | 10             |
| Udeleženci  | Slovaška             | 50             | 12             | 10             | 7              | 6              | 5              | 10             |                |